# Вулиця Академіка Богомольця (Київ)
Вулиця Акаде́міка Богомо́льця — вулиця в Печерському районі міста Києва, місцевість Липки. Пролягає від Шовковичної вулиці до вулиці Пилипа Орлика.

## Історія
Вулиця виникла у 30-40-х роках XIX століття під назвою Еспланадна (від розташованої поряд еспланади Нової Печерської фортеці). У 1869 році отримала назву Виноградна (рос. Виноградная) (від насадженого тут у XVIII столітті виноградного саду). Таку ж назву у різний час мали і сусідні вулиця Пилипа Орлика і Липський провулок. Нині поряд з вулицею Академіка Богомольця існує Виноградний провулок. Під час німецької окупації міста у 1942–1943 роках — Варегерштрасе (нім. Warager Str., укр. Варязька) та Виноградна.
Сучасну назву вулиця отримала у 1946 році, на честь українського вченого-фізіолога Олександра Богомольця. В Рішенні від 12.11.1946 року — вулиця імені Академіка Богомольця. В Довідниках 1958 та 1967 року — вулиця Богомольця.

## Персоналії
У 1848 році в одній із садиб на цій вулиці, у свого товариша по ніжинській гімназії Олександра Данилевського, мешкав письменник Микола Гоголь.
У 1880-х роках у будинку графині Колонна-Чосновської проживала велика княгиня Олександра Петрівна Романова.
У будинку № 2 мешкав академік Олександр Богомолець, на честь якого названо вулицю. Тут з 1944 року мешкали також родини Василя Комісаренка, Анатолія Зюкова, Євгена Татаринова, Олександра Тимофєєвського (до 1955), Надії Юдіної, Івана Іщенка, Всеволода Янковського, Миколи Горєва, Ростислава Кавецького, Юрія Спасокукоцького, Ніни Медведєвої, Миколи Сиротиніна та інших. Серед гостів будинку були піаніст Святослав Ріхтер, офтальмолог Володимир Філатов, математик Михайло Лаврентьєв тощо.

## Пам'ятки історії та архітектури
- Прибутковий будинок 1914 року (буд. № 5)
- Комплекс садиби Інституту фізіології ім. О. О. Богомольця (буд. №№ 2, 4)
- Будинок для працівників НКВС УРСР, 1934–1935 рр., архітектор Георгій Любченко (буд. № 7/14)

## Пам'ятники та музеї
- Меморіальна таблиця на честь академіка Олександра Богомольця на будинку № 2, де він мешкав. Відкрита у 1947 році.
- Меморіальна таблиця на честь академіка Олександра Богомольця на будинку Інституту фізіології (№ 4), де він працював у 1932—1946 роках. Відкрита 1 червня 1981 року; бронза, барельєф; скульптор Іван Гончар, архітектор Яків Ковбаса;
- Меморіальна таблиця на честь вченого-нейрофізіолога, академіка АН УРСР Олександра Макарченка (1903—1979) на будинку Інституту фізіології. Відкрита 5 липня 1984 року; граніт, бронзовий барельєф; скульптор В'ячеслав Клоков, Тарас Довженко.
- Анотаційна таблиця на честь академіка Олександра Богомольця, чиїм ім'ям названо вулицю. Встановлена на будинку № 2, виготовлена з граніту (архітектор Валентина Шевченко), відкрита 9 грудня 1965 року. Аналогічну таблицю було встановлено на будинку № 12, але втрачено під час реконструкції будівлі.
- Між будинками № 2 і № 4 розташований меморіальний сквер імені О. О. Богомольця, в якому той був похований. Пам'ятник на могилі вченого встановлений 1946 року, скульптор Лев Муравін.
- У приміщенні Інституту фізіології у 1947 році був створений меморіальний музей Олександра Богомольця (відкритий для відвідувачів 1 червня 1981 року). Музей складається з робочої лабораторії, приймальні та кабінету. У 2010 році там же був створений музей академіка Платона Костюка
- Скульптурна композиція «Місце зустрічі змінити не можна». Являє собою фігури відомих кінематографічних героїв однойменного фільму — Гліба Жеглова та Володимира Шарапова. Встановлений 14 квітня 2009 року на честь 90-річчя заснування карного розшуку в Україні, поблизу будівлі Міністерства внутрішніх справ України. Скульптори — Володимир і Олексій Чепелики, архітектор — Борис Писаренко.

## Установи та заклади
- Інститут фізіології ім. О. О. Богомольця НАН України (буд. № 4)
- Міжнародний центр молекулярної фізіології НАН України (буд. № 4)
- Управління державної охорони України (буд. № 8)
- Міністерство внутрішніх справ України (буд. № 10)
- Галузевий державний архів Міністерства внутрішніх справ України (буд. № 10)

## Зображення

Анотаційна дошка на будинку № 2
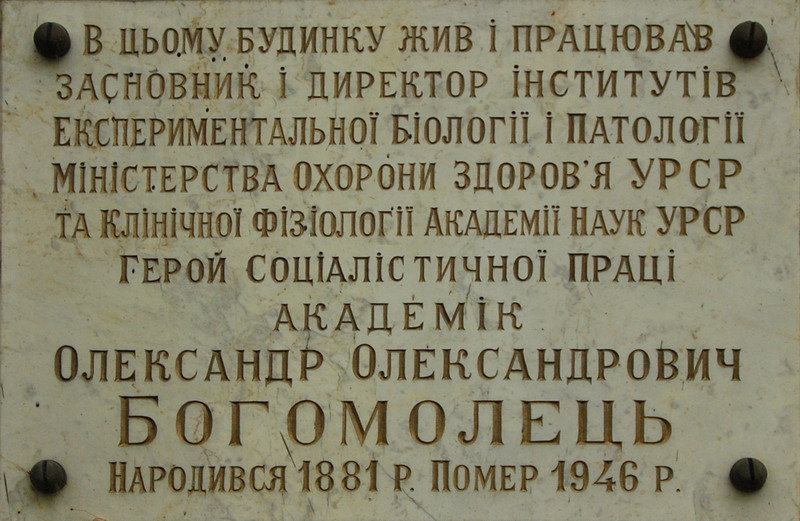
Меморіальна дошка на будинку № 2
Меморіальна дошка на будинку № 4
Меморіальна дошка на будинку № 4